# Лебедев, Дмитрий Сергеевич
Ле́бедев Дми́трий Серге́евич (род. 21 июня 1966, гор. Ленинград) — российский сердечно-сосудистый хирург-аритмолог и учёный-медик. Доктор медицинских наук, автор нескольких монографий по кардиологии. Главный научный сотрудник, руководитель научно-исследовательского отдела аритмологии, профессор кафедры сердечно-сосудистой хирургии, заведующий образовательным центром «Академия аритмологии» института медицинского образования ФГБУ «НМИЦ им. Алмазова» Минздрава России. Заслуженный деятель науки РФ, профессор Российской академии наук (РАН). 

## Ранние годы, образование
Родился в 1966 году в семье военно-морских офицеров и медиков-хирургов. Отец — Лебедев Сергей Борисович (р. 1942), полковник медицинской службы ВМФ, мать — Галина Григорьевна (р. 1942), старшая медсестра.
В 1983 году окончил Ленинградское Нахимовское училище. 
В 1989 году окончил 1-й Ленинградский медицинский институт (1-й ЛМИ, ныне СПбГМУ) имени академика И. П. Павлова. Там же проходил обучение в интернатуре (1989—1990 гг.) и ординатуре по сердечно-сосудистой хирургии (1991—1993 гг.) на кафедре факультетской хирургии и её клинической базе — отделении хирургии аритмий и электрокардиостимуляции городской больницы № 26. Защитил кандидатскую диссертацию (1994).
В 1997 году прошёл стажировку в TGH (англ. Toronto General Hospital, Торонто, Канада), где получил уникальные навыки лечения тахиаритмий и опыт организации научных исследований.
В 2001—2004 гг. обучался в очной докторантуре СПбГМУ, и в 2004 г. ему была присвоена учёная степень доктора медицинских наук; тема диссертации «Совершенствование и оценка эффективности диагностики и хирургического лечения жизнеопасных нарушений ритма сердца».

## Профессиональная деятельность

### Как практикующего врача
В 1990—1991 гг. работал врачом-ангиологом в поликлиническом сосудистом центре и дежурным хирургом в больнице № 26. Более пяти лет по совместительству работал врачом неотложной помощи. 
В 1997 году участвовал в создании группы хирургического лечения нарушений ритма сердца в городском кардиохирургическом центре на базе ГМПБ № 2, в которой являлся ведущим хирургом до 2006 года. 
В 2006 году возглавил лабораторию хирургии аритмий НИИ кардиологии. В дальнейшем лаборатория была реорганизована в научно-исследовательское объединение — отдел аритмологии ФГБУ НМИЦ им. В. А. Алмазова, которым руководит по настоящее время. В его состав входит крупное клиническое подразделение хирургии сложных нарушений ритма и электрокардиостимуляции, где ежегодно выполняется более 3000 операций всех видов при нарушениях ритма сердца у взрослых и детей. 
Клинический опыт Лебедева за годы работы насчитывает более 10000 самых сложных вмешательств при аритмиях сердца, он ежегодно выполняет более 250 вмешательств у взрослых и детей.

### Как учёного-медика
Тематика научных исследований Лебедева включает широкий круг вопросов, связанных с морфологическими исследованиями проводящей системы сердца, изучением патоморфологических основ в генезе нарушений ритма сердца, электрофизиологических механизмов аритмогенеза и разработкой путей совершенствования методов диагностики и лечения аритмий сердца. 
Выполнены экспериментальные, морфологические и клинические исследования, позволившие внедрить передовой метод радиочастотной абляции в клиническую практику, пересмотреть взгляд на структуру причин нарушений ритма, изменить диагностические подходы и лечебную тактику при жизнеопасных постинфарктных и идиопатических желудочковых тахиаритмиях, фибрилляции предсердий, нарушениях проводимости при сердечной недостаточности. 
Результаты исследований позволили внедрить широкий круг инноваций в клиническую практику для лечения нарушений ритма сердца: трехмерное навигационное электроанатомическое картирование, криотехнологии, робототехника, неинвазивное электрофизиологическое картирование. Это позволило изучить электрофизиологический субстрат аритмии, роль фиброза в развитии аритмии.
Проведены исследования возможностей клеточной терапии рефрактерной ишемии и сердечной недостаточности, исследования в области нейрорегуляции и нейромодуляции при нарушениях ритма сердца и сердечной недостаточности. На основе диагностики (ЭКГ, ЭхоКГ) уровня поражения проводящей системы сердца, математического моделирования и электрофизиологической визуализации, разработана новая концепция физиологической кардиостимуляции и кардиоресинхронизации — прямая стимуляция проводящей системы сердца при ХСН и брадиаритмиях.

### Как педагога-наставника
В 1996—2001 гг. участвовал в создании и работал ассистентом курса постдипломного повышения квалификации «Сердечно-сосудистая хирургия» при кафедре факультетской хирургии СПбГМУ им. Павлова. 
В 2004—2006 гг. — ведущий научный сотрудник отдела сердечно-сосудистой хирургии НИЦ СПбГМУ им. И. П. Павлова. В 2005 г. участвовал в создании курса интервенционной кардиологии на кафедре факультетской терапии СПбГМА им. И. И. Мечникова и работал профессором этого курса до 2012 года. 
Затем являлся профессором кафедры хирургических болезней института медицинского образования ФГБУ «НМИЦ им. В. А. Алмазова» Минздрава России. С 2016 года работает профессором кафедры сердечно-сосудистой хирургии.
Разработал ряд авторских курсов по интервенционному лечению сложных аритмий, образовательных интернет-ресурсов. 
В 2022 году стал инициатором открытия образовательного центра «Академия аритмологии», которым и руководит. 
Участвует в разработке национальных клинических руководств и рекомендаций.
Под его руководством или при научном консультировании к 2025 году были подготовлены 5 докторов и 10 кандидатов медицинских наук.

### Общественная работа
Организатор научных конференций, съездов различных уровней. Был инициатором проведения Всероссийской конференции по внезапной смерти (с 1996 года, 12 конференций), Санкт-Петербургского аритмологического форума (с 2016 г.), Санкт-Петербургской школы аритмологии (с 2011 г., проведено 12 школ). В 2021 году как руководитель провёл 9-й Всероссийский съезд аритмологов.
Член правления Российского кардиологического общества (РКО), член комитета по подготовке клинических рекомендаций РКО, член рабочей группы по аритмиям РКО, вице-президент Всероссийского научного общества аритмологов (ВНОА) и председатель его санкт-петербургского отделения.
Является членом редакционных коллегий и советов журналов «Российский кардиологический журнал», «Вестник аритмологии», «Анналы аритмологии», «Трансляционная медицина», «Arrhythmia Grand Rounds» (США). 
Член экспертного совета по хирургическим болезням ВАК. Эксперт РАН и Российского научного фонда (РНФ).
Главный внештатный специалист-аритмолог Минздрава по Северо-Западному федеральному округу и профильной комиссии по аритмологии Минздрава, член комиссии научного совета по болезням системы кровообращения Отделения медицинских наук РАН.
Выступал на телеканале «Санкт-Петербург» в научно-популярной передаче «Болезни сердца».

## Семья, увлечения
Женат, двое детей (сын Александр — кардиолог, дочь Елизавета — студентка медвуза), трое внуков.
Любит музыку, балет, увлекается рыбалкой (спиннинг, троллинг).

## Научные публикации
Результаты исследований Лебедева публикуются в международных и российских журналах, регулярно представляются на крупных международных форумах. Автор более 400 научных работ, из них 13 монографий, более 200 научных статей и глав в монографиях, 16 патентов и полезных моделей. Индекс Хирша по данным РИНЦ (на 2025 год) — 22 (около 400 публикаций), Scopus — 14 (около 150 публикации), WoS — 11 (более 100 публикаций). 
Некоторые монографии и статьи:
- Аритмология: от фундаментальных исследований к стандартам лечения / под ред. Д. С. Лебедева. СПб, ООО «Инфо-ра». 2017. — 594 с.
- Руководство по аритмологии / под ред. Е. В. Шляхто, А. Ш. Ревишвили, Д. С. Лебедева. СПб, 2019. 576 с.
- Лебедев Д. С., Михайлов Е. Н. Аритмология без границ: от научной лаборатории к клиническим рекомендациям. Цифры и факты. — СПб, — 2021. — 114 с.
- Постоянная стимуляция проводящей системы сердца. Вчера, сегодня, завтра / под ред. Д. С. Лебедева, М. В. Орлова. — СПб — 2021. — с. 136.
- Лебедев Д. С., Выговский А. Б., Егоров Д. Ф. Экспериментальные аспекты радиочастотной аблации проводящих путей сердца. Вестник аритмологии, 1995, № 5, С. 43—47.
- Mikhaylov E., Kanidieva A., … Lebedev D. Outcome of anatomic ganglionated plexi ablation to treat paroxysmal atrial fibrillation: a 3-year follow-up study. — Europace[англ.]. — 2011. — V. 13(3). — P. 362—370.
- Garkina S., Tatarskiy R., Lebedev D. Survival in Patients with Ischaemic Cardiomyopathy and Ventricular Tachyarrhythmias: Role of Catheter Treatment. Journal of Cardiovascular Diseases & Diagnosis. — 2018, — Vol 6(5): 336.

## Признание
- 2010 — благодарность губернатора Санкт-Петербурга;
- 2010, 2011 — победитель конкурсов на лучший инновационный проект в сфере науки и высшего профессионального образования Санкт-Петербурга;
- 2012 — почётная грамота Министерства здравоохранения и социального развития;
- 2015 — нагрудный знак «Отличник здравоохранения»;
- 2016 — избрание профессором РАН по Отделению медицинских наук[11];
- 2017 — медаль Всероссийского научного общества специалистов по клинической электрофизиологии, аритмологии и кардиостимуляции (ВНОА);
- 2018 — звание заслуженного деятеля науки России[2];
- 2023 — премия правительства Санкт-Петербурга в области науки и техники (им. И. П. Павлова, номинация «физиология и медицина»)[12]$
- 2025 — Орден Пирогова[13].